# アナトリー・デレビヤンコ
アナトリー・パンテレーヴィチ・デレビヤンコ(ロシア語: Анато́лий Пантеле́евич Деревя́нко、英語: Anatoliy Panteleevich Derevyanko)はロシア連邦の考古学者。

## 経歴
1943年、アムール州ハバロフスク地方のコズモデミャノフカ生まれ。ウクライナからの労働者家庭であった。ブラゴヴェシチェンスク教育大学歴史言語学部を1963年に卒業し、ノヴォシビルスクにあるロシア科学アカデミーシベリア支部経済研究所および工業生産組織研究所に進学する。1965年に大学院過程を終了した。博士候補生となった論文は、『アムール中流域の古代文化(石器時代)』(Древние культуры Среднего Амура (каменный век))であり、指導教授はアレクセイ・オクラドニコフであった。1964年よりノヴォシビルスク大学助教授、1969年より准教授。1980～1981年、ノヴォシビルスク大学学長。
1981年よりロシア科学アカデミーシベリア支部の構成員。1983～2015年には同支部考古学・民族学研究所所長を務めた。

## 研究内容・業績
シベリアならびに極東地域の石器時代の研究者として知られ、数多くの発掘調査を率いている。デニソワ人の発見者として知られる。

## 著作
- デレビヤンコ A. P. 1994『旧石器時代の研究：序論と基礎』(Палеолитоведение: введение и основы)ノボシビルスク.
- CiNii(デレビヤンコ A. P.著作)

## 受賞・栄典
- 1982年：労働赤旗勲章
- 2006年：北極星勲章(モンゴル国)
- 2018年：アレクサンドルネフスキー騎士勲章